# Johannes Døbers Sogn
Johannes Døbers Sogn var et sogn i Valby-Vanløse Provsti (Københavns Stift). Sognet lå i Københavns Kommune i bydelen Enghave. I Johannes Døbers Sogn ligger Johannes Døbers Kirke.
Sognet blev 1. januar 2016 sammenlagt med Margrethe Sogn under navnet Valby Søndre Sogn.